# MPEG-4
Az MPEG-4 (ejtsd: empeg négy) az MPEG adattömörítési algoritmuscsalád tagja. Az 1998-ban bemutatott szabvány egyaránt alkalmas hang- és képjelek (audió és videó) kódolására és tömörítésére, elsődlegesen alacsony sávszélesség-igényű, 4800 bit/s-tól kb. 4 Mbit/s-ig terjedő digitális tartalmak esetében.
Az MPEG-4 elfogadott jelölése: MP4.

## Felhasználása
Az MPEG-4 szabványt alkalmazzák leginkább webes médiafolyamok átvitelére és CD-k terjesztésére, videotelefonokhoz és televíziós programok sugárzásához. Magyarországon a földfelszíni digitális televízióadások (DVB-T) továbbításakor használják.

## Jellemzői
Az MPEG-4 technológia magába foglalja az MPEG-1 és az MPEG-2 számos jellegzetességét, kiegészítve azokat olyan új sajátosságokkal, mint a kibővített VRML támogatás háromdimenziós megjelenítéshez; tárgy-irányítású összetett fájlokkal (beleértve az audió, videó és VRML tárgyakat), DRM (Digital Right Management, Digitális Jog Menedzsment) támogatással és más interaktív attrakciókkal.  
Az MPEG-4 legtöbb vonatkozásának fejlesztését és azok keresztülvitelét egyéni fejlesztőkre bízták, éppen ezért csak néhány teljesen komplett kivitelezése létezik. 
Erre felkészülve a fejlesztők hozzájárultak a Profiles (profilok) elgondolással, ami különböző képességek csoportba foglalását segíti elő.
Az MPEG-4 több egységes elnevezésű Layer-ből (réteg) áll:
- 1 réteg: a videó és audió szinkronizálását és multiplexelését írja le
- 2 réteg: tömörítő kodek a videó jelekhez
- 3 réteg: tömörítő kodek az érzékelhető audió jelek kódolására
- 4 réteg: vizsgálati egyeztetésre szolgáló eljárásokat ír le
- 5 réteg: szoftver szimulációs rendszereket ír le
- 6 réteg: Delivery Multimedia Integration Framework (DMIF)
- 10 réteg: H.264 fejlett videó kodek

## Lásd még
- MPEG-7
- MPEG-21